# Mylly
El Mylly (palabra finlandesa para molino) es un centro comercial finlandés ubicado en Raisio, en la costa suroccidental del país. El centro comercial cuenta con 100 tiendas, bancos y otros servicios en un área total de 63.000 m², y además es el segundo más grande de entre los ubicados por fuera del Gran Helsinki.